# Диабетология
Диабетология — раздел эндокринологии, изучающий сахарный диабет, закономерности его возникновения и развития, возникающие при нём осложнения — вторичные заболевания, патологические состояния и нарушения функций о́рганов и систем организма человека, методы диагностики, лечения и профилактики сахарного диабета и его осложнений.
Диабетология выделилась из общей эндокринологии сравнительно недавно в связи с большой клинической сложностью и многообразием проявлений диабета, сложностью коррекции диабетических состояний и крайней важностью и социальной значимостью проблемы сахарного диабета.
В 2013 году в мире насчитывалось более двухсот миллионов людей с диабетом; в России, по различным оценкам, больных от трех до шести миллионов.

## История диабетологии
Сахарный диабет известен медикам с античных времен. Первое клиническое описание этого недуга дал римский врач Аретеус во II веке н. э.; он же ввел в медицинскую практику термин «диабет». Описание болезни также приводится в древнеегипетских папирусах (около 1000 г. до н. э.), у Галена (130—200 гг.), в тибетском каноне «Чжуд-ши» (VIII век), у арабского целителя Авиценны (980—1037 гг.) и в других источниках.
В 1776 г. английский врач Мэтью Добсон (1731—1784 гг.) выяснил, что в моче больных содержится повышенная концентрация сахара (глюкозы); в результате болезнь стала называться сахарным диабетом.
Пауль Лангерганс (1847—1888 гг.), немецкий патологоанатом, изучавший строение поджелудочной железы, описал скопления особых клеток в ткани железы, которые, как теперь известно, продуцируют инсулин. Впоследствии эти скопления получили название островков Лангерганса. Русский медик Яроцкий (1866—1944 гг.) был первым ученым, высказавшим в 1898 г. идею о том, что островки Лангерганса продуцируют внутренний секрет, влияющий на обмен сахаров в организме. Оскар Минковский (1858—1931 гг.) и Джозеф фон Меринг (1849—1908 гг.) вызвали в 1889 г. «экспериментальный диабет» у собак путём удаления поджелудочной железы и сделали вывод о связи между удалением железы и последующим развитием диабета. Наконец русский учёный Леонид Соболев (1876—1919 гг.) в представленной им в 1901 г. диссертации экспериментально доказал, что островки Лангерганса выделяют особый гормон, регулирующий сахар крови.
Через двадцать лет канадские исследователи Фредерик Бантинг (1891—1941 гг.) и Чарльз Бест (1899—1978 гг.) выделили этот гормон, названный инсулином, и с 1922 г. в лечении сахарного диабета началась «инсулиновая эра». За это открытие Бантинг и руководивший работами профессор Маклеод удостоились Нобелевской премии.
Во Франции, в период Второй мировой войны, врачи Жанбон и Лубатье изучили влияние на секрецию инсулина сульфамидных препаратов, понижающих уровень сахара крови. В результате, благодаря усилиям ряда ученых (Чен, 1946 г., Савицкий и Мандрыка, 1949 г., Уссе, 1950 г.) в середине пятидесятых годов в лечебную практику вошли пероральные средства сульфамидной группы — толбутамид, карбутамид, хлорпропамид. Можно считать, что с этого момента в диабетологии началась эпоха современного лечения и контроля диабетического заболевания.

## Современные достижения
Современные достижения контроля диабета включают: использование широкой гаммы инсулинов и пероральных таблетированных препаратов, тщательно разработанные диеты и гликемические индексы продуктов, самоконтроль пациентами своего состояния с помощью глюкометров, а также рекомендации в части физической активности.